# 장즈광
장즈광(蔣志光, 장지광, 영문명은 Ram Chiang, 1961년 7월 2일 ~ )은 중화인민공화국 홍콩 특별행정구의 남성 가수, 시인, 작사가, 작곡가, 영화배우, 텔레비전 연기자이다.

## 생애
영국령 홍콩에서 출생하여 지난날 한때 중화인민공화국 저장성 닝보에서 잠시 유아기를 보낸 적이 있는 그는 1981년 홍콩에서 시인으로 첫 등단하였고 1983년 홍콩에서 기타 연주자 데뷔하였으며 1985년 홍콩에서 가수 데뷔하였고 1989년 홍콩 영화 《반노환동(返老還童)》의 단역으로 영화배우 데뷔하였으며 1993년부터 홍콩 텔레비전 드라마에도 출연하기 시작하였다.
2000년대에 접어들어서는 가수보다 뮤지컬 배우와 영화배우와 텔레비전 연기자로 활발히 활동하고 있다.

## 출연 작품
- 취권 2
- 성공작자십일담
- 아적최애
- 72가구 세입자
- 아적노파시명성